# Дискаверер-19
Дискаверер-19 или Радиометр-1 (англ. Discoverer 19, Radiometer 1) — экспериментальный военный спутник США, предназначавшийся для тестирования спутниковых систем раннего обнаружения межконтинентальных баллистических ракет.

## Разработка
Спутник был разработан в рамках военной программы CORONA. Дискаверер-19 не был предназначен для шпионажа, и не имел спускаемой капсулы с плёнками, в отличие от большинства других спутников серии Дискаверер. Задачей этого спутника была демонстрация и отработка технологий раннего обнаружения запуска межконтинентальных баллистических ракет. Эти технологии относились к системе MIDAS, существовавшей с 1960 по 1966 года.. Документы, относящиеся к спутникам серии Дискаверер, были рассекречены только в 1995 году.

## Детали миссии
Дискаверер-19 был успешно запущен 20 декабря 1960 года 20:38 UTC со стартовой площадки Ванденберг и вышел на орбиту. Конструкция спутника предполагала, что он выходил на орбиту, будучи объединённым со второй ступенью ракеты-носителя Тор-Аджена. Вторая ступень — это разгонный блок Аджена-Б, который был предназначен для длительного пребывания в космическом пространстве, позволял корректировать орбиту и спуск космического аппарата. Масса спутника вместе с разгонным блоком составила 1060 килограмм. Задачей спутника было испытание приборов, характеризующих инфракрасное излучение поверхности планеты, что было необходимо для совершенствования системы MIDAS. Дискаверер-19 передавал получаемые данные на поверхность Земли посредством радиосвязи. После завершения работы спутник оставался на орбите до 23 января 1961 года, после чего вошел в плотные слои атмосферы и прекратил своё существование.
Следующим спутником серии стал Дискаверер-20 или Радиометр-2, который выполнял аналогичную миссию в 1961 году.